# Cephalorhynchus
Cephalorhynchus là một chi động vật có vú trong họ Delphinidae, bộ Cetacea. Chi này được Gray miêu tả năm 1846. Loài điển hình của chi này là Delphinus heavisidii Gray, 1828.

## Các loài
Chi này gồm các loài:
- Cephalorhynchus commersonii (Lacépède, 1804)
- Cephalorhynchus eutropia Gray, 1846
- Cephalorhynchus heavisidii (Gray, 1828)
- Cephalorhynchus hectori (P.-J. van Bénéden, 1881)

## Hình ảnh

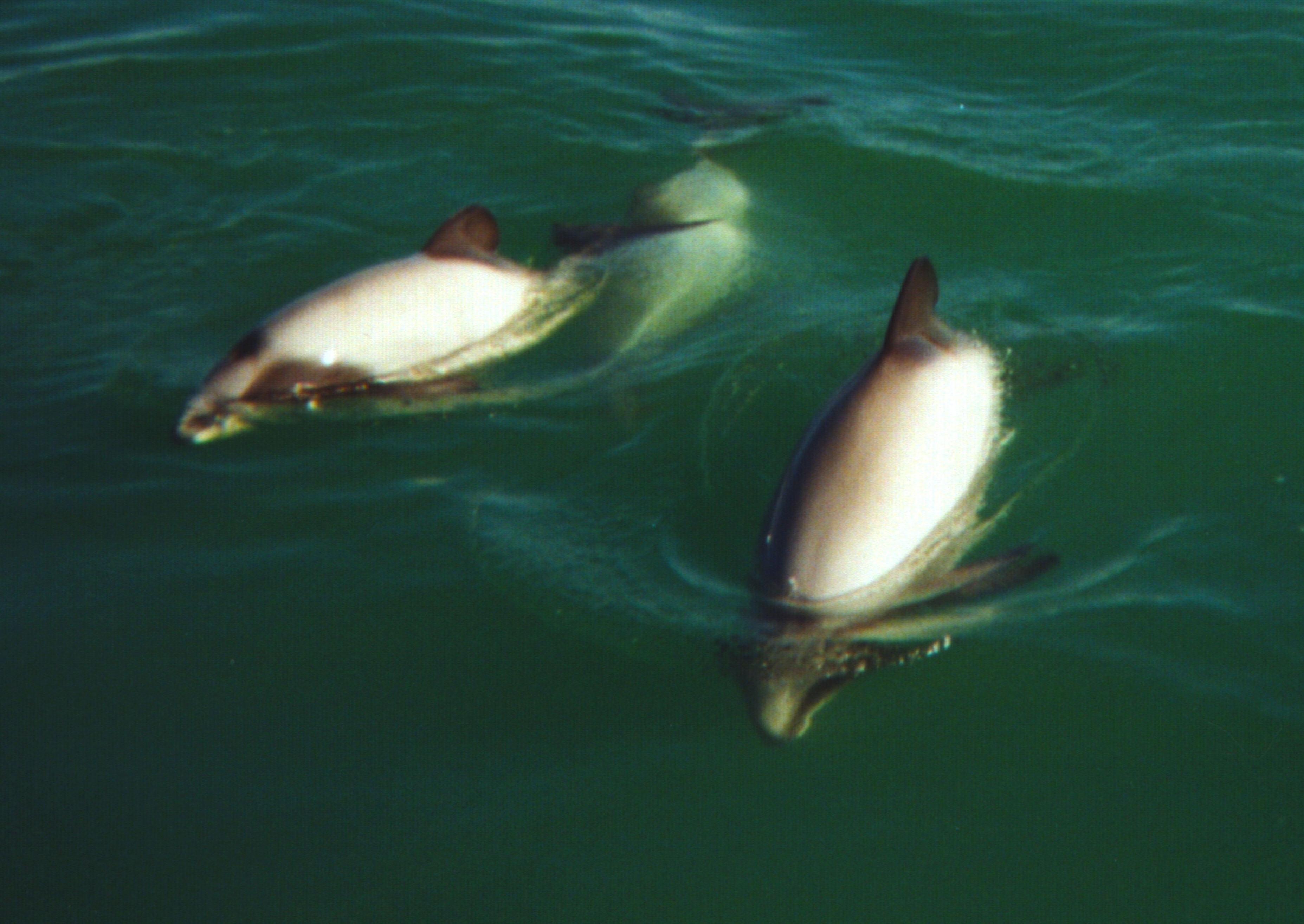
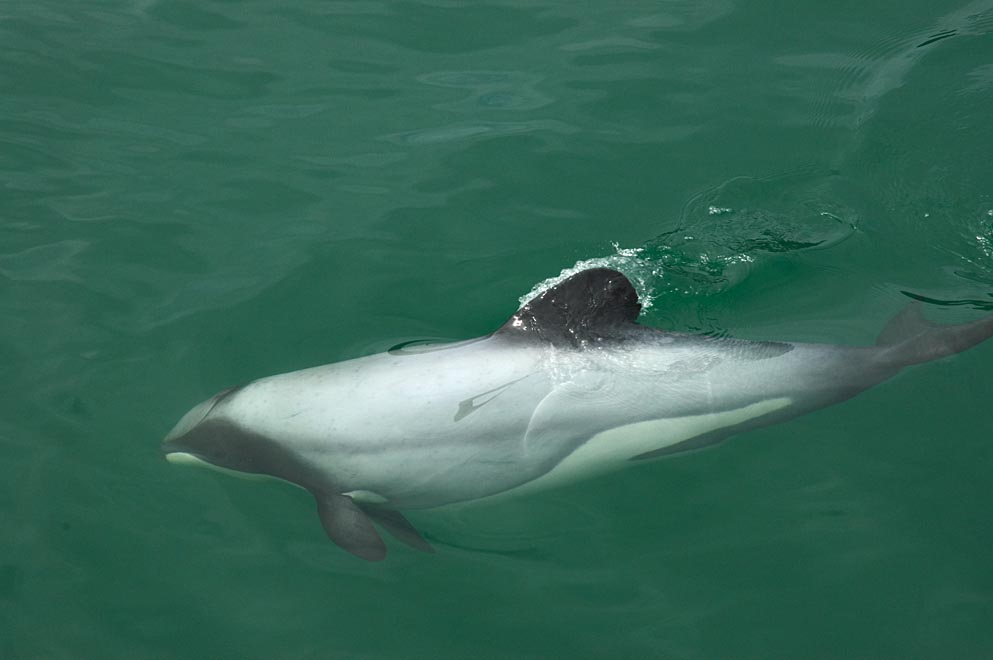
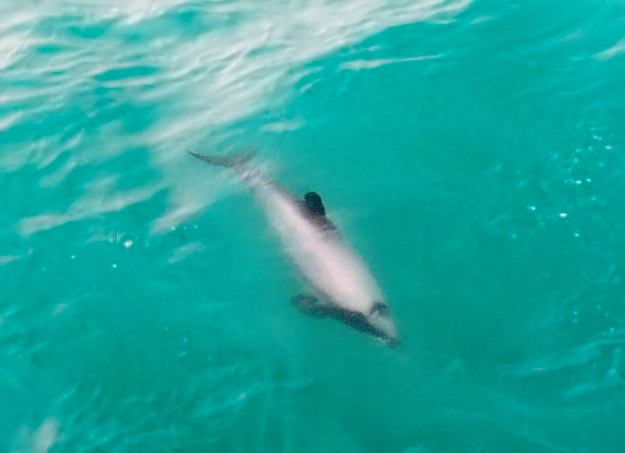